# Esther Boise Van Deman

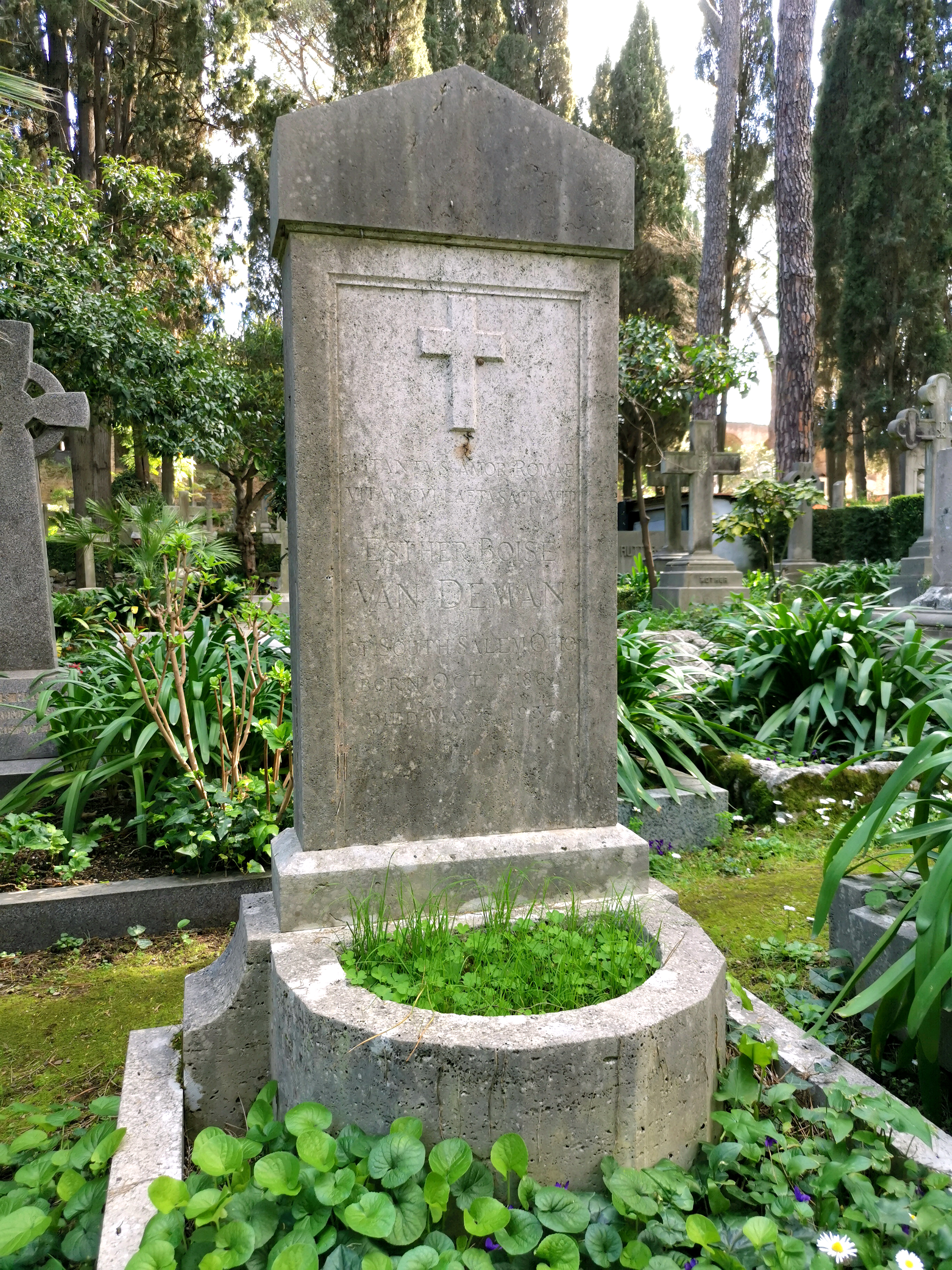
Grab auf dem Nichtkatholischen (Protestantischen) Friedhof Rom

Esther Boise Van Deman (* 1. Oktober 1862 in South Salem, Ohio, USA; † 3. Mai 1937 in Rom, Italien) war US-amerikanische Archäologin und die erste Frau, die sich auf die Archäologie des Römischen Reiches spezialisierte.

## Leben
Van Deman besuchte die University of Michigan in Ann Arbor und erhielt 1891 den A.B. und 1892 den A.M. Anschließend unterrichtete sie Latein am Wellesley College (Massachusetts) and the Bryn Mawr School (Baltimore, Maryland). Im Jahre 1898 erhielt sie den Doktortitel von der University of Chicago. Von 1898 bis 1901 unterrichtete sie weiter Latein am Mount Holyoke College (South Hadley, Massachusetts) und von 1903 bis 1906 Archäologie am Goucher College (Towson, Maryland). Von 1906 bis 1910 lebte sie in Rom als Bundesbruder der Carnegie Institution. Von 1910 bis 1925 war sie dann Mitglied der Carnegie Institution in Washington, D.C. Von 1925 bis 1930 unterrichtete sie römische Archäologie an der University of Michigan.
Als Van Deman im Jahre 1907 einer Vorlesung im Atrium Vestae in Rom zuhörte, fiel ihr auf, dass die Steine die zu einer Tür führten unterschiedlich zu jenen im Rest des Gebäudes waren. Sie zeigte, dass solche Unterschiede einen Schlüssel zur Identifizierung der Chronologie alter Strukturen liefern. Die Carnegie Institution veröffentlichte ihre vorläufigen Ergebnisse im Jahre 1909 in The Atrium Vestae. Van Deman erweiterte ihre Untersuchungen und veröffentlichte im Jahre 1912 „Methods of Determining the Date of Roman Concrete Monuments“ in der Zeitschrift American Journal of Archaeology. Ihre Vorgehensweise wurde, mit leichten Modifikationen, zum Standard bei der Untersuchung der römischen Architektur. Damit brachte sie die Studien der römischen Architektur entscheidend voran.
Im Jahre 1934 veröffentlichte sie, bereits im Ruhestand lebend, ihr Hauptwerk The Building of the Roman Aquaducts.
Esther Van Deman liegt auf dem Protestantischen Friedhof in Rom begraben.